# 普卢古尔韦斯特
普卢古尔韦斯特（法語：Plougourvest，法語發音：[pluɡuʁvɛst]）是法国菲尼斯泰尔省的一个市镇，属于莫尔莱区。

## 地理
普卢古尔韦斯特（48°33'12"N, 4°5'5"W）面积14.07 平方千米，位于法国布列塔尼大區菲尼斯泰尔省，该省份为法国最西部的省份，位于布列塔尼半岛西部，北西南三面环大西洋，东临阿摩尔滨海省和莫尔比昂省。
与普卢古尔韦斯特接壤的市镇（或旧市镇、城区）包括：博迪利斯、朗迪维肖、普卢加尔、普卢沃恩、普卢泽韦代。

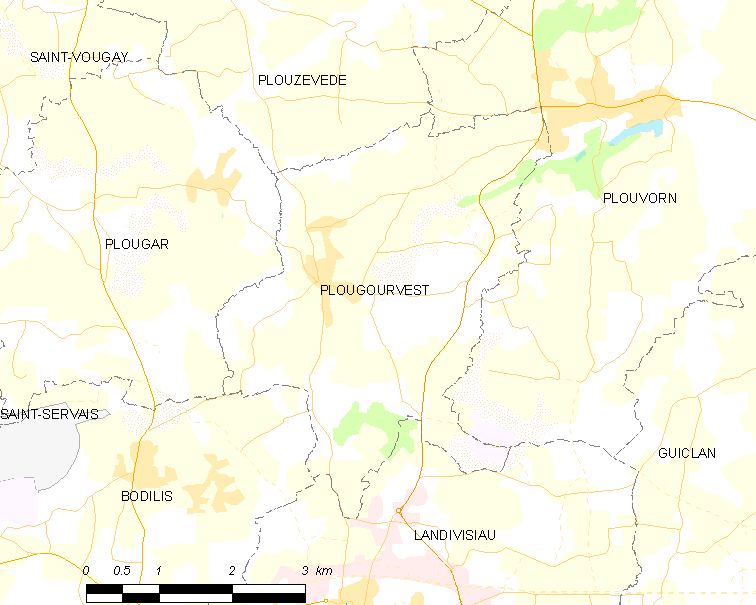
普卢古尔韦斯特的OSM定位图

普卢古尔韦斯特的时区为UTC+01:00、UTC+02:00（夏令时）。

## 行政
普卢古尔韦斯特的邮政编码为29400，INSEE市镇编码为29193。

## 政治
普卢古尔韦斯特所属的省级选区为朗迪维肖县。

## 人口

1962-2008年间普卢古尔韦斯特人口变化图示

普卢古尔韦斯特于2022年1月1日时的人口数量为1486人。